# エスワティニの国旗
エスワティニの国旗（エスワティニのこっき）は、独立に伴い1968年10月6日に制定された。2011年に葉、槍のデザインおよび色彩が一部変更された。
中央に民族的な盾と槍2本がデザインされている。赤は過去の戦い、青は現在の平和と安定、黄色はエスワティニの資源を表す。盾と槍はこの国の敵からの保護を表す。白と黒の色が示すのは、白人と黒人の平和的共存である。なお、盾と槍はエスワティニの国章や王室旗にも用いられている。

?1890年-1894年ごろの国旗
?1894年-1902年の国旗
?1968年-2011年の国旗
王室旗（1986年以降）